# Vívás az 1906. évi nyári olimpiai játékokon
Az 1906-os pánhellén olimpián a vívásban nyolc versenyszámban avattak olimpiai bajnokot.

## Éremtáblázat
(Magyarország és a rendező nemzet versenyzői eltérő háttérszínnel, az egyes számoszlopok legmagasabb értéke vagy értékei vastagítással kiemelve.)
| Az 1906. évi nyári olimpiai játékok éremtáblázata vívásban | Az 1906. évi nyári olimpiai játékok éremtáblázata vívásban | Az 1906. évi nyári olimpiai játékok éremtáblázata vívásban | Az 1906. évi nyári olimpiai játékok éremtáblázata vívásban | Az 1906. évi nyári olimpiai játékok éremtáblázata vívásban | Olimpia  |
| ---------------------------------------------------------- | ---------------------------------------------------------- | ---------------------------------------------------------- | ---------------------------------------------------------- | ---------------------------------------------------------- | -------- |
|                                                            | Ország                                                     | Arany                                                      | Ezüst                                                      | Bronz                                                      | Összesen |
| 1.                                                         | Franciaország (FRA)                                        | 3                                                          | 1                                                          | 1                                                          | 5        |
| 2.                                                         | Németország (GER)                                          | 2                                                          | 2                                                          | 0                                                          | 4        |
| 3.                                                         | Belgium (BEL)                                              | 2                                                          | 0                                                          | 1                                                          | 3        |
| 4.                                                         | Görögország (GRE)                                          | 1                                                          | 2                                                          | 1                                                          | 4        |
| 5.                                                         | Hollandia (NED)                                            | 0                                                          | 1                                                          | 2                                                          | 3        |
| 5.                                                         | Olaszország (ITA)                                          | 0                                                          | 1                                                          | 2                                                          | 3        |
| 7.                                                         | Nagy-Britannia (GBR)                                       | 0                                                          | 1                                                          | 0                                                          | 1        |
| 8.                                                         | Magyarország (HUN)                                         | 0                                                          | 0                                                          | 1                                                          | 1        |
|                                                            |                                                            |                                                            |                                                            |                                                            |          |
| Összesen                                                   | Összesen                                                   | 8                                                          | 8                                                          | 8                                                          | 24       |

## Érmesek
| Az 1906. évi nyári olimpiai játékok érmesei vívásban | | | |
| Versenyszám                                          | Arany | Ezüst | Bronz |
| tőr, egyéni                                          | Georges Dillon-Cavanagh · Franciaország (FRA)                                                                      | Gustav Casimir · Németország (GER)                                                                              | Pierre Georges Louis d’Hugues · Franciaország (FRA)                                                       |
| párbajtőr, egyéni                                    | Georges de la Falaise · Franciaország (FRA)                                                                        | Georges Dillon-Cavanagh · Franciaország (FRA)                                                                   | Hendrik van Blijenburgh · Hollandia (NED)                                                                 |
| párbajtőr, vívómestereknek                           | Cyrille Verbrugge · Belgium (BEL)                                                                                  | Carlo Gandini · Olaszország (ITA)                                                                               | Joánisz Raíszisz · Görögország (GRE)                                                                      |
| kard, egyéni                                         | Joánisz Jeorjádisz · Görögország (GRE)                                                                             | Gustav Casimir · Németország (GER)                                                                              | Federico Cesarano · Olaszország (ITA)                                                                     |
| kard, háromtalálatos, egyéni                         | Gustav Casimir · Németország (GER)                                                                                 | George van Rossem · Hollandia (NED)                                                                             | Tóth Péter · Magyarország (HUN)                                                                           |
| kard, vívómestereknek                                | Cyrille Verbrugge · Belgium (BEL)                                                                                  | Joánisz Raíszisz · Görögország (GRE)                                                                            | Nem adták ki                                                                                              |
| párbajtőr, csapat                                    | Franciaország (FRA) · Pierre Georges Louis d’Hugues · Georges Dillon-Cavanagh · Georges de la Falaise · Cyril Mohr | Nagy-Britannia (GBR) · William Grenfell · Cosmo Duff-Gordon · Charles Newton Robinson · Edgar Seligman          | Belgium (BEL) · Constant Cloquet · Edmond Crahay · Philippe Le Hardy de Beaulieu · Fernand de Montigny    |
| kard, csapat                                         | Németország (GER) · Gustav Casimir · Jakob Erckrath de Bary · August Petri · Emil Schön                            | Görögország (GRE) · Joánisz Jeorjádisz · Triandáfilosz Kordojánisz · Menélaosz Szakoráfosz · Hrísztosz Zormbász | Hollandia (NED) · James Melvill van Carnbée · Maurits van Löben Sels · Johannes Osten · George van Rossem |

## Magyar részvétel
A kardvívásban kijelölt legjobb magyar csapat az Osztrák–Magyar Monarchia közös hadügyminisztériumának döntése miatt nem indulhatott az olimpián, mivel a hivatásos katonatisztek (Békessy Béla, Mészáros Ervin, Szántay Jenő, Filótás Ferenc) indulását a (bécsi) minisztérium nem engedélyezte, nehogy szembekerüljenek – esetleg le is győzzék – az osztrák vívókat. Az olimpián induló Apáthy Jenő, Mészáros Lóránt, Nagy Béla, Tóth Péter összeállítású magyar kardcsapat az elődöntő görögök elleni mérkőzésén egyenlő állásnál visszalépett a további versenytől, tiltakozásul a görög zsűri vitatott döntései ellen.
| Magyar vívók az 1906. évi nyári olimpiai játékokon |                                                          |
| Versenyszám                                        | Magyar versenyző(k)                                      |
| kard, egyéni                                       | Mészáros Lóránt (5.) Apáthy Jenő (6.)                    |
| kard, három sarkos, egyéni                         | Tóth Péter (3.) Apáthy Jenő (5.)                         |
| kard, csapat                                       | Apáthy Jenő, Mészáros Lóránt, Nagy Béla, Tóth Péter (4.) |

- Hámos Antal (hn.)